# 本庄市
本庄市（日语：／ Honjō shi */?）是日本埼玉縣西北部的城市。當地過去有中山道的宿場本庄宿，是中山道中最大的宿場町，明治時代甚至有遷都本庄的計劃。

## 地理
本庄市位於埼玉縣西北部，北臨利根川，JR高崎線、關越自動車道與上越新幹線通過舊本庄市域，JR八高線則通過南部的舊兒玉町地區。國道17號（本庄站北側）以北的地區是廣大的農田地帶，住宅密集區集中在本庄站南邊。本庄北部以農地為主，秋冬時節與本市內陸地區相比，西風強勁。兒玉南部地區為山麓地帶，夏季濕度高，常有土石崩塌。

## 歷史
從市內發現的舊石器遺物與繩文期、彌生期、古墳期等各時代遺跡，可推測本地在原始時代已有人類活動。
舊兒玉町下淺見的鷺山古墳建於4世紀中期（333年 - 366年），是縣內最古老也最大（全長約60公尺）的前方後方墳。另外，本庄的大久保山古墳群前山1號墳則是縣內最大的前期前方後圓墳。
12世紀，武藏七黨中最大武士團兒玉黨本宗家4代目庄太夫家弘在現在的本庄市栗崎建築家館。13世紀，庄太郎家長四男時家以本庄氏之名在現在本庄市北堀建築家館。
15世紀爆發五十子之戰，此地成為本庄氏與之後小笠原氏的城下町，16世紀末期建立本庄藩，17世紀初廢藩。近世在幕府政策下轉變為宿場町，18世紀成為中山道最大的宿場町。明治以後，此地成為生絲與絹織品的產地。

### 市名由來
市名源自古時的「本庄城」。本庄宮內少輔實忠於1556年築城。本庄氏滅亡後，小笠原掃部大夫信嶺建築新城，稱第二次本庄城、後期本庄城、或小笠原氏本庄城。城址在現在城山稻荷神社附近。

### 沿革

第二代本庄市章
2006年10月22日制定

- 1889年（明治22年）4月1日 - 町村制施行，本庄宿（日语：本庄宿）改為兒玉郡本庄町（日语：本庄町 (埼玉県)）。
- 1954年（昭和29年）7月1日 - 兒玉郡本庄町、藤田村（日语：藤田村 (埼玉県)）、仁手村（日语：仁手村）、旭村（日语：旭村 (埼玉県児玉郡)）、北泉村（日语：北泉村）合併成立本庄市。
- 1957年（昭和32年）7月18日 - 兒玉郡共和村一部分併入。
- 2006年（平成18年）1月10日 - （舊）本庄市、兒玉郡兒玉町（日语：児玉町）合併成立新的本庄市。

## 人口
| 本庄市人口分布圖 |                                               |  |
| 本庄市與日本全國年齡別人口分布比較圖 （2005年資料） | 本庄市的年齡、男女別人口分布圖 （2005年資料） |  |
| ■紫色是本庄市 ■綠色是全国 | ■藍色是男性 ■紅色是女性                       |  |
| 本庄市人口變化 \| 1970年 \| 65,187人 \| \| \| 1975年 \| 69,294人 \| \| \| 1980年 \| 72,089人 \| \| \| 1985年 \| 75,449人 \| \| \| 1990年 \| 78,551人 \| \| \| 1995年 \| 81,662人 \| \| \| 2000年 \| 82,670人 \| \| \| 2005年 \| 81,957人 \| \| \| 2010年 \| 81,889人 \| \| \| 2015年 \| 77,885人 \| \| \| 2020年 \| 78,569人 \| \| |                                               |  |
| 資料來源：日本總務省統計中心提供之人口普查數據 |                                               |  |
| 1970年 | 65,187人                                      |  |
| 1975年 | 69,294人                                      |  |
| 1980年 | 72,089人                                      |  |
| 1985年 | 75,449人                                      |  |
| 1990年 | 78,551人                                      |  |
| 1995年 | 81,662人                                      |  |
| 2000年 | 82,670人                                      |  |
| 2005年 | 81,957人                                      |  |
| 2010年 | 81,889人                                      |  |
| 2015年 | 77,885人                                      |  |
| 2020年 | 78,569人                                      |  |

## 行政
- 市長：吉田信解（日语：吉田信解）（よしだ しんげ、無所屬、第2任、埼玉縣內最年輕的市長。）

### 市町村合併
本庄市與兒玉郡5町村（美里町、兒玉町、神川町、神泉村、上里町）過去曾成立合併協議會（兒玉地域合併協議會。新市名為兒玉市），但因美里町退出，2004年6月協議會解散。
2005年1月，本庄市與兒玉町成立合併協議會。2006年1月10日成立新的本庄市。

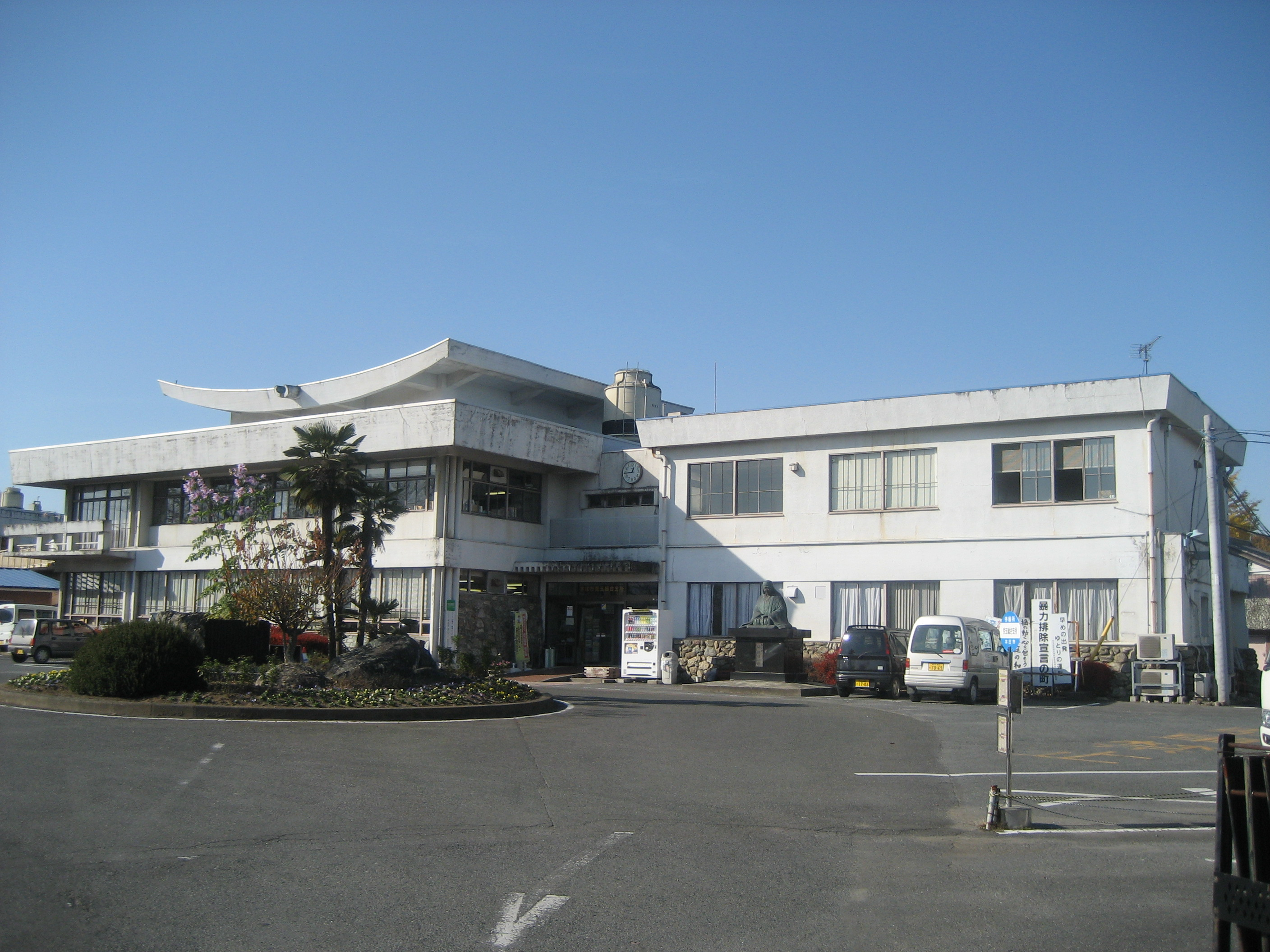
兒玉總合支所

### 廣域行政
- 兒玉郡市廣域市町村圈組合（日语：児玉郡市広域市町村圏組合）（本市與兒玉郡上里町、兒玉郡美里町、兒玉郡神川町等1市3町的垃圾處理、餘熱利用設施、排泄物處理、火葬場、消防救護、職員研修、廣域中心等管理事務）
- 本庄上里學校給食組合（與兒玉郡上里町的學校給食事務）
- 埼玉縣都市競艇組合（日语：埼玉県都市競艇組合）（本市與飯能市、加須市、鴻巢市、東松山市、狹山市、春日部市、羽生市、深谷市、上尾市、草加市、越谷市、入間市、朝霞市、埼玉市組成，業務為競艇相關事務）

## 經濟

### 本社設於本市的企業
- GlobalSoftware（日语：グローバルソフトウェア）
- 本庄有線電視（日语：本庄ケーブルテレビ）
- 橫尾材木店（日语：横尾材木店）
- 高橋商事（日语：高橋商事）
- 家迎知（日语：カインズ）（CAINZ）
  - Auto R's（日语：オートアールズ）

### 設立事業所的主要企業
- 赤城乳業本庄千本櫻『5S』工場
- 衛材本庄事業所
- 沖電氣工業本庄工場
- Calsonic Kansei（日语：カルソニックカンセイ）兒玉工場
- 共立印刷（日语：共立印刷）埼玉工場（本庄第1工場、本庄第2工場、兒玉工場）
- HOYA
- 富士機工（日语：富士機工）本庄工場
- 金冠堂（日语：金冠堂）埼玉工場
- S. T.埼玉工場
- 東特塗料（日语：東特塗料）本庄工場
- 普利司通化成品北關東工場

### 工業區
- 兒玉工業團地（日语：児玉工業団地）
- 本庄今井台產業團地（本庄いまい台産業団地）
- 本庄利根工業團地

### 商業設施
- 綜合超市
  - APITA本庄店
  - Beisia Gate（ベイシアゲート）本庄早稻田（CAINZ HOME、Beisia為中心的商場）
- 食品超市
  - Belc（日语：ベルク (企業)）本庄店
  - Belc東台店
  - Yaoko（日语：ヤオコー）児玉南店
  - Yaoko兒玉繞道店
  - FRESSAY（日语：フレッセイ）児玉店
- 折扣商店
  - Beisia千代田店
- 量販店
  - K's Denki（日语：ケーズホールディングス）本庄店
  - 山田電機Tecc Land本庄店

## 姊妹與友好都市

### 國內
- 加須市（埼玉縣）
- 澀川市（群馬縣）

### 海外
- 臺灣臺南市：締結於2025年2月13日。[2]

## 地域

### 公共設施

#### 市設施
- 本庄市市役所
  - 本庄市兒玉總合支所

公民館
- 本庄市中央公民館
- 本庄市児玉中央公民館
- 本庄市本庄公民館
- 本庄市本庄東公民館
- 本庄市本庄西公民館
- 本庄市本庄南公民館
- 本庄市藤田公民館
- 本庄市仁手公民館
- 本庄市旭公民館
- 本庄市北泉公民館
- 本庄市兒玉公民館
- 本庄市共和公民館

文化會館
- 本庄市民文化會館
- 本庄市兒玉文化會館（セルディ）

圖書館
- 本庄市立圖書館
  - 本庄市立圖書館兒玉分館

其他設施
- 本庄市立歷史民俗資料館
- 本庄市塙保己一紀念館
- 本庄市競進社模範蠶室
- 本庄市民廣場
- 本庄市社區中心
- 本庄市朝日（あさひ）多目的研修中心
- 本庄市勤勞青少年之家
- 本庄今井台（いまい台）交流中心
- 本庄市觀光農業中心
- 本庄市接觸之里泉（いずみ）亭
- 本庄市資訊中心
- 本庄市東台會館
- 本庄市兒玉鄰保館

福祉中心
- 本庄市障害福祉中心
- 本庄市老人福祉中心月見（つきみ）莊

保健中心
- 本庄市保健中心
  - 本庄市兒玉保健中心

兒童中心
- 本庄市前原兒童中心
- 本庄市日之出兒童中心

公園、體育館
- 本庄總合公園
  - 本庄總合公園體育館
  - 本庄總合公園市民球場

- 兒玉總合公園體育館
  - 其他

- 兒玉體育館
- 市民體育館

#### 廣域行政事務組合
- 兒玉郡市廣域市町村圈組合（日语：児玉郡市広域市町村圏組合）（本庄市、兒玉郡美里町、兒玉郡神川町、兒玉郡上里町（1市3町））
  - 組合事務所
    - 兒玉郡市廣域消防本部（本庄市）
      - 本庄南分署（本庄市）
      - 兒玉分署（本庄市）
      - 美里分署（美里町）
      - 神川分署（神川町）
      - 神泉分署（神川町）
      - 上里分署（上里町）

#### 縣設施

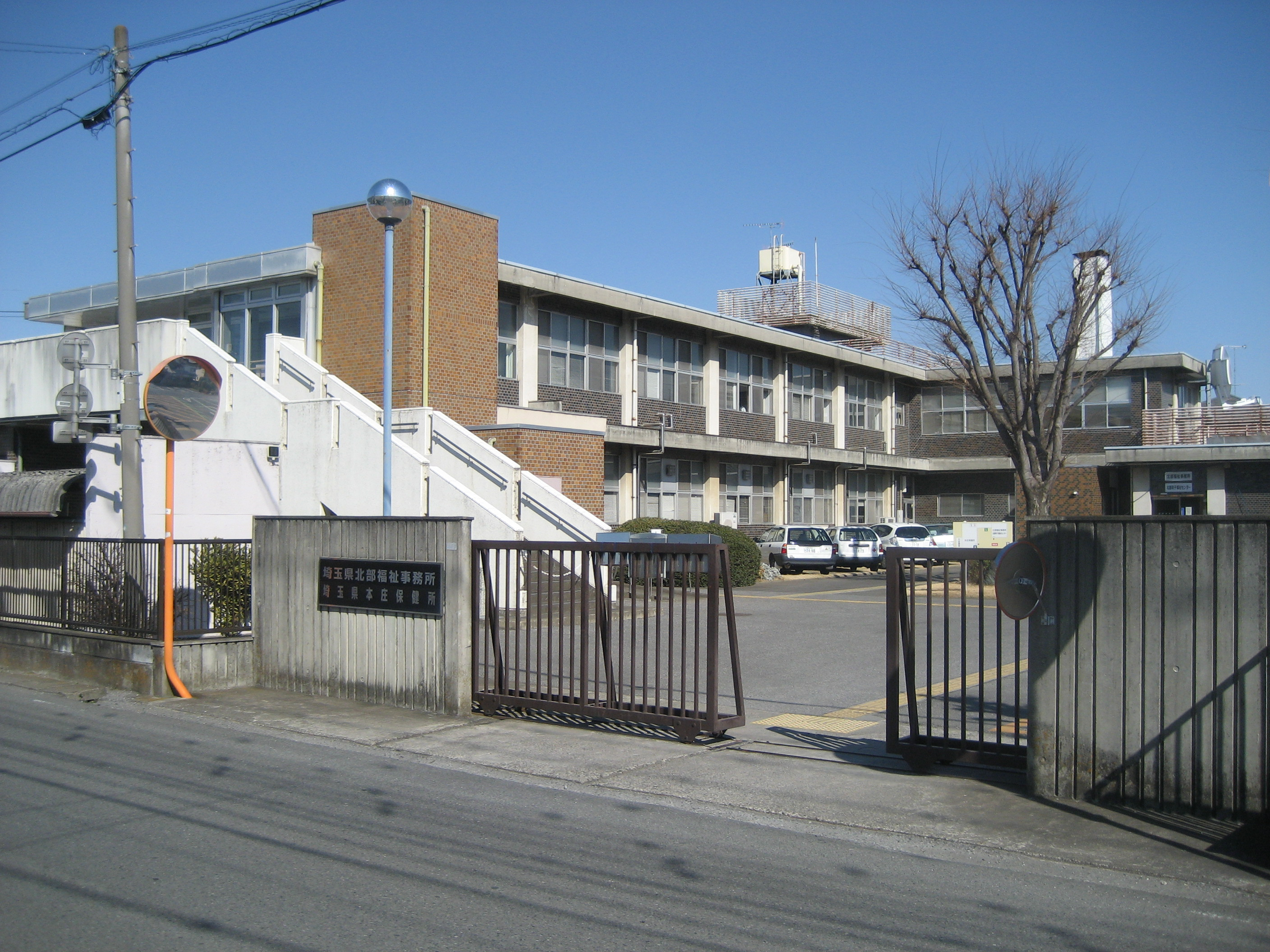
北部福祉事務所、本庄保健所

- 北部地域振興中心本庄事務所
- 本庄縣土整備事務所
- 本庄縣稅事務所
- 本庄保健所
- 北部福祉事務所
- 熊谷建築安全中心本庄駐在

#### 國家設施
行政機關
- 本庄稅務署
- 本庄區檢察廳
- 埼玉地方法務局本庄出張所

司法機關
- 本庄簡易裁判所

### 警察
- 本庄警察署（日语：本庄警察署）（管轄本庄地域及上里町）
  - 本庄站前交番（本庄市）
  - 本庄站南交番 （本庄市）
  - 上里交番 （児玉郡上里町）
  - 藤田駐在所 （本庄市）
  - 沼和田駐在所 （本庄市）
  - 北泉駐在所 （本庄市）
- 兒玉警察署（日语：児玉警察署）（管轄兒玉地域與神川町、美里町）
  - 金屋駐在所 （本庄市兒玉町）
  - 本泉駐在所 （本庄市兒玉町）
  - 共和駐在所 （本庄市兒玉町）
  - 丹莊駐在所 （兒玉郡神川町）
  - 青柳駐在所 （兒玉郡神川町）
  - 渡瀨駐在所 （兒玉郡神川町）
  - 東兒玉駐在所 （兒玉郡美里町）
  - 大澤駐在所 （兒玉郡美里町）
  - 神泉駐在所 （兒玉郡神川町）

### 教育

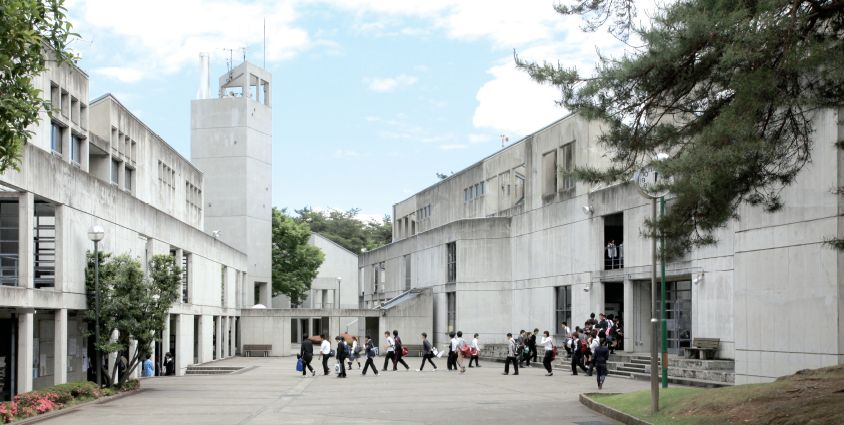
早稻田大學本庄高等學院

小學校
- 本庄市立中央小學校
- 本庄市立本庄西小學校
- 本庄市立本庄東小學校
- 本庄市立本庄南小學校
- 本庄市立旭小學校
- 本庄市立北泉小學校
- 本庄市立仁手小學校
- 本庄市立藤田小學校
- 本庄市立兒玉小學校
- 本庄市立共和小學校
- 本庄市立金屋小學校
- 本庄市立秋平小學校
- 本庄市立本泉小學校

中學校
- 本庄市立本庄西中學校
- 本庄市立本庄東中學校
- 本庄市立本庄南中學校
- 本庄市立兒玉中學校
- 本庄東高等學校附屬中學校※中高附設
- 本庄第一中學校※2016年4月1日開校

高等學校
- 埼玉縣立本庄高等學校
- 埼玉縣立兒玉高等學校
- 埼玉縣立兒玉白楊高等學校
- 本庄第一高等學校※2016年4月1日成立中學校
- 本庄東高等學校※中高附設
- 早稻田大學本庄高等學院

大學
- 早稻田大學本庄校區

養護學校
- 埼玉縣立本庄養護學校

## 交通

### 鐵路
東日本旅客鐵道
- 上越新幹線、北陸新幹線：本庄早稻田站
- 高崎線：本庄站
- 八高線：兒玉站

### 巴士
- 路線巴士
  - 本庄市市內循環巴士（日语：本庄市市内循環バス）
  - 朝日自動車（日语：朝日自動車）本庄營業所（日语：朝日自動車本庄営業所）
  - 武藏觀光（日语：武蔵観光）本庄營業所
  - 國際十王交通（日语：国際十王交通）伊勢崎營業所（日语：国際十王交通伊勢崎営業所）
- 高速巴士
  - JR巴士關東 往新宿站新南口（本庄沼和田停車）

### 計程車
本市與熊谷市、深谷市、行田市、加須市、羽生市同屬縣北交通圈。

### 道路
- 高速國道
  - 關越自動車道：本庄兒玉交流道
- 一般國道
  - 國道17號
  - 國道254號
  - 國道462號（日语：国道462号）
- 主要地方道
  - 埼玉縣道13號前橋長瀞線（日语：埼玉県道13号前橋長瀞線）
  - 埼玉縣道23號藤岡本庄線（日语：群馬県道・埼玉県道23号藤岡本庄線）
  - 埼玉縣道31號本庄寄居線（日语：埼玉県道31号本庄寄居線）
  - 埼玉縣道44號秩父兒玉線（日语：埼玉県道44号秩父児玉線）
  - 埼玉縣道45號本庄妻沼線（日语：埼玉県道45号本庄妻沼線）
  - 埼玉縣道75號熊谷兒玉線（日语：埼玉県道75号熊谷児玉線）
- 一般縣道
  - 埼玉縣道131號兒玉新町線（日语：埼玉県道・群馬県道131号児玉新町線）
  - 埼玉縣道142號本庄停車場線（日语：埼玉県道142号本庄停車場線）
  - 埼玉縣道175號小前田兒玉線（日语：埼玉県道175号小前田児玉線）
  - 埼玉縣道191號兒玉停車場線
  - 埼玉縣道258号中瀨牧西線（日语：埼玉県道・群馬県道258号中瀬牧西線）
  - 埼玉縣道259號新野岡部停車場線（日语：群馬県道・埼玉県道259号新野岡部停車場線）
  - 埼玉縣道287號長瀞兒玉線（日语：埼玉県道287号長瀞児玉線）
  - 埼玉縣道351號沼和田杉山線（日语：埼玉県道351号沼和田杉山線）
  - 埼玉縣道352號兒玉町蛭川普濟寺線（日语：埼玉県道352号児玉町蛭川普済寺線）
  - 埼玉縣道392號勅使河原本庄線（日语：埼玉県道392号勅使河原本庄線）

## 名勝、古蹟、觀光、祭典
- 本庄祭（11月2日～3日）
- 高尾山不倒翁市（1月2日）
- 若泉公園
- 本庄祇園祭（7月中旬）
- 骨波田之藤
- 鷺山古墳（日语：鷺山古墳）
- 本庄賽車場（日语：本庄サーキット）
- 本庄商業祭樂市（11月最後一個周日）

## 電影戲劇拍攝
- 本庄與周邊市町村相比，有多部電影、電視劇、音樂錄影帶在此取景拍攝，如《間諜佐爾格（日语：スパイ・ゾルゲ）》、《哥吉拉 最後戰役》、《日本沉沒》、《東京鐵塔：老媽和我，有時還有老爸》、《醫龍2》、《暴走少年（日语：ワルボロ）》、《戀空》等。
- 本庄賽車場是木村拓哉主演的電視劇《飆風引擎》的拍攝地。
- 《ROOKIES》的電視劇、電影都曾在本庄總合公園市民球場進行拍攝。

## 知名人士
- 本因坊丈和（曾在此地擔任學徒）
- 嘉田由紀子（滋賀縣知事）
- 井上小百合（乃木坂46）[3]

## 備註
1. ↑  『＜本庄・未来を跳ぶ＞ 本庄市勢要覧'94』（市制施行40周年記念の発行本）、『ビジュアルヒストリー 本庄歴史缶』1997年より市役所より発刊、『本庄人物事典』2005年に発行、その他多数。慶應義塾大学教授により遷都意見書が発見されており、佐野常民が推薦したとある。
2. ↑  臺南市政府. . 臺南市政府新聞及國際關係處國際關係科. 2025-02-13  [2025-02-15]. （原始内容存档于2025-02-15）.
3. ↑  “乃木坂46がチーム埼玉を結成!? 春の浦和で集会!” （页面存档备份，存于）. 東京ウォーカー. KADOKAWA (2015年4月3日). 2015年4月3日閲覧。

## 外部連結
- 本庄市 （页面存档备份，存于）